# Jordan Tucker
Jordan Lewis Tucker (White Plains (Nueva York); 3 de abril de 1998) es un baloncestista estadounidense que pertenece a la plantilla de los Delaware Blue Coats de la G League. Con 2,01 metros de estatura, juega en la posición de alero.

## Trayectoria deportiva

### Primeros años
Tucker comenzó su carrera en la escuela secundaria en White Plains High School. El 28 de diciembre de 2013, anotó 34 puntos en la victoria por 74-48 contra Escuela secundaria Cardinal Spellman. Tucker se transfirió a la escuela secundaria Archbishop Stepinac para su segunda temporada y promedió 15,6 puntos por partido. Promedió 17,8 puntos, 9,8 rebotes y 2,8 asistencias por partido como junior, ganando los honores del Segundo Equipo All-League. En su último año, Tucker se transfirió a Wheeler High School en Georgia y en mayo de 2017 se comprometió a jugar baloncesto universitario con la Universidad Duke en Durham (Carolina del Norte).

### Universidad
En la temporada 2017-18, disputó la NCAA con los Duke Blue Devils, con los que solo disputó dos partidos. Después de los primeros seis meses, fue transferido a la Universidad Butler, situada en Indianápolis, en el estado de Indiana, donde jugaría durante dos temporadas la NCAA con los Butler Bulldogs. El 19 de enero de 2019, anotó 24 puntos, el máximo de su carrera, en la victoria por 80-71 contra St. John's. Promedió 9,7 puntos y 4,1 rebotes por partido en su segundo año. Al finalizar la temporada, se declaró para el draft de la NBA de 2020.

### Profesional
En octubre de 2021, Tucker se unió a los Windy City Bulls de la NBA G League, con los que disputó nueve partidos en los que promedió 3,9 puntos y 3,0 rebotes por partido.
El 25 de enero de 2022, Tucker firma por los Rio Grande Valley Vipers de la NBA G League, pero días después fue dado de baja.
El 24 de marzo de 2022, Tucker firma por los Sioux Falls Skyforce de la NBA G League.
El 26 de noviembre de 2022, Tucker firmó con el KK Feniks 2010 de la Primera Liga de Macedonia. En cinco partidos, promedió 16,4 puntos, 5,4 rebotes y una asistencia por partido.
El 15 de enero de 2023, Tucker se unió al BC Chernomorets de la Liga Nacional de Baloncesto de Bulgaria.
El 11 de septiembre de 2023, Tucker firmó con Chorale Roanne Basket de la Pro A francesa.
El 30 de septiembre de 2024 firmó con los Philadelphia 76ers, pero fue despedido el 17 de octubre. El 28 de octubre, se unió a los Delaware Blue Coats.